# Mittelmeer (Gewässer)
Ein Mittelmeer ist ein Nebenmeer eines Ozeans, das von Festland weitgehend umschlossen wird.
Auf der Erde gibt es folgende Mittelmeere:
- Europäisches Mittelmeer zwischen Afrika, Asien und Europa
- Schwarzes Meer zwischen Asien und Europa
- Arktischer Ozean (Nordpolarmeer) zwischen Amerika, Asien und Europa
- Australasiatisches Mittelmeer zwischen Asien und Australien
- Rotes Meer zwischen Afrika und Asien
- Amerikanisches Mittelmeer zwischen Nord- und Südamerika
- Beringmeer zwischen Asien und Amerika

Das Kaspische Meer zwischen Europa und Asien ist kein Mittelmeer, sondern ein Endsee, da es vollständig von Land umgeben ist.